# サヨノネイチヤ
サヨノネイチヤ（欧字名:Sayono Nature、2019年3月23日 - ）は、日本の競走馬。2023年の勝島王冠、2024年のブリリアントカップ、大井記念の勝ち馬である。
馬名の意味は、小夜の自然。

## 経歴

### 3歳（2022年）
2022年4月18日、大井競馬場第2レースの3歳55万円以下（ダート1400m）で、鞍上に西啓太を迎えデビューした。スタートは出遅れたものの、前団に付けると、直線では先頭を難なく交わし新馬勝ち。その後は条件戦を次々と制し4連勝を飾る。次走では2着に敗れ無敗の5連勝とはならなかったものの、年内最後のレースではアタマ差で差し切り5勝目を挙げた。

### 4歳（2023年）
4歳シーズンは観音坂賞（B3）から始動した。2番人気で迎えたレースは、前走で破ったスウィングにハナ差届かず。結果的にやり返される格好となった。次走の行人坂賞（B3）は断トツの単勝オッズ1.5倍で迎えた。先行策を取ると、後続を寄せ付けずそのまま勝利。その後の鼠坂賞（B3）で後続に3馬身以上付け勝利すると、初の2000m戦、57kgを背負うレースとなった花梨賞（B2B3）でもハナ差制し3連勝。次走のスポーツニッポン賞（A2）も難なく制し4連勝となった。
そして重賞初挑戦として勝島王冠（SII）を陣営は選択。11.4倍の5番人気と低評価で迎えた。道中は中団に控える形で進め、3コーナーから進行を開始。直線でライトウォーリアとロードレガリスをゴール前でハナ差差し切り、5連勝で重賞初制覇を飾った。

### 5歳（2024年）
5歳シーズンは2度目の重賞挑戦となるブリリアントカップ（SIII）から始動した。スムーズにゲートを出た後は、前団に付け追走。馬群に包まれる場面もあったが上手く交わし、直線では並ぶヒーローコールとナンセイホワイトを押さえ付け6連勝で重賞連勝を飾った。続く大井記念（SI）では、前団に付け先頭のバーデンヴァイラーをマークすると、直線で差し切り7連勝・重賞3連勝を飾る。
次走には優先出走権を獲得した帝王賞（JpnI）を選択した。一団と固まった馬群内で脚を溜めていくと、3コーナーから4コーナーで鞍上が動かしていき、直線では伸び脚を欠き5着と健闘した。しかし、連勝記録や連対記録は途切れてしまった。休養を挟み、秋初戦には初の大井以外・左回りでのレースとなるマイルチャンピオンシップ南部杯（JpnI）に参戦。道中は好位に付け、レモンポップとペプチドナイルを見る形となる。しかし、4コーナーから脚が進まず8着に沈んだ。その後は大井に戻り、勝島王冠に出走。2番手から追走し、3コーナーからは一時先頭に立ったものの、直線でキングストンボーイに5馬身引き離され2着に敗れた。そして年内最後のレースに東京大賞典（GI）を選択。スタートはデルマソトガケとグランブリッジとぶつかり合い不利を受け、後方に位置付ける形に。直線で鞍上が動かしたものの、伸び脚見せれず8着に敗れた。

## 競走成績
以下の内容は、netkeiba.comおよびJBISサーチに基づく。
| 競走日     | 競馬場 | 競走名             | 格       | 距離（馬場）  | 頭 数 | 枠 番 | 馬 番 | オッズ （人気） | 着順 | タイム （上り3F） | 着差 | 騎手    | 斤量 [kg] | 1着馬（2着馬）         | 馬体重 [kg] |
| ---------- | ------ | ------------------ | -------- | ------------- | ----- | ----- | ----- | --------------- | ---- | ----------------- | ---- | ------- | --------- | ---------------------- | ----------- |
| 2022.04.18 | 大井   | 3歳55万円以下      |          | ダ1400m（稍） | 13    | 6     | 9     | 002.10（1人）   | 01着 | R1:29.7（38.1）   | -1.0 | 0西啓太 | 56        | （ノーブルコースト）   | 485         |
| 0000.05.10 | 大井   | 3歳170万円以下     |          | ダ1600m（稍） | 11    | 6     | 7     | 001.70（1人）   | 01着 | R1:43.4（39.8）   | -0.4 | 0西啓太 | 56        | （ビッグヒップルーフ） | 486         |
| 0000.07.29 | 大井   | 3歳310万円以上     |          | ダ1600m（良） | 12    | 5     | 5     | 003.10（1人）   | 01着 | R1:42.5（38.7）   | -0.8 | 0西啓太 | 56        | （レイディガンナー）   | 497         |
| 0000.11.03 | 大井   | C1六七             |          | ダ1600m（良） | 14    | 6     | 9     | 003.60（1人）   | 01着 | R1:41.7（38.2）   | -0.4 | 0西啓太 | 56        | （グレイテストワーク） | 499         |
| 0000.12.09 | 大井   | C1一二三           |          | ダ1600m（重） | 12    | 6     | 7     | 001.80（1人）   | 02着 | R1:41.9（37.7）   | -0.0 | 0西啓太 | 56        | チャンピオンフジ       | 509         |
| 0000.12.31 | 大井   | C1二三四           |          | ダ1600m（良） | 14    | 2     | 2     | 003.20（2人）   | 01着 | R1:41.1（37.9）   | -0.0 | 0西啓太 | 56        | （スウィング）         | 501         |
| 2023.04.19 | 大井   | 観音坂賞           | B3二     | ダ1600m（稍） | 11    | 7     | 9     | 003.10（2人）   | 02着 | R1:40.7（37.7）   | -0.0 | 0西啓太 | 56        | スウィング             | 496         |
| 0000.05.08 | 大井   | 行人坂賞           | B3四     | ダ1600m（不） | 11    | 5     | 6     | 001.50（1人）   | 01着 | R1:40.7（38.5）   | -0.3 | 0西啓太 | 56        | （モンサンレックス）   | 487         |
| 0000.06.05 | 大井   | 鼠坂賞             | B3一     | ダ1600m（重） | 14    | 7     | 12    | 001.90（1人）   | 01着 | R1:40.2（38.1）   | -0.7 | 0西啓太 | 56        | （アイスボウル）       | 492         |
| 0000.10.30 | 大井   | 花梨賞             | B2四B3一 | ダ2000m（良） | 12    | 8     | 12    | 002.60（1人）   | 01着 | R2:10.3（39.5）   | -0.0 | 0西啓太 | 57        | （ロヴェンテ）         | 493         |
| 0000.11.17 | 大井   | スポーツニッポン賞 | A2下     | ダ2000m（不） | 15    | 7     | 13    | 004.60（2人）   | 01着 | R2:10.7（38.8）   | -0.2 | 0西啓太 | 53        | （マッドルーレット）   | 496         |
| 0000.12.07 | 大井   | 勝島王冠           | SII      | ダ1800m（良） | 15    | 1     | 2     | 011.40（5人）   | 01着 | R1:54.2（38.5）   | -0.0 | 0西啓太 | 54        | （ライトウォーリア）   | 492         |
| 2024.04.09 | 大井   | ブリリアントC      | SIII     | ダ1800m（不） | 13    | 7     | 10    | 002.70（2人）   | 01着 | R1:55.5（39.3）   | -0.2 | 0西啓太 | 56        | （ヒーローコール）     | 490         |
| 0000.05.15 | 大井   | 大井記念           | SI       | ダ2000m（重） | 9     | 1     | 1     | 002.40（1人）   | 01着 | R2:08.6（38.5）   | -0.1 | 0西啓太 | 57        | （バーデンヴァイラー） | 494         |
| 0000.06.26 | 大井   | 帝王賞             | JpnI     | ダ2000m（稍） | 13    | 4     | 4     | 023.00（6人）   | 05着 | R2:08.2（39.0）   | -1.3 | 0西啓太 | 57        | キングズソード         | 490         |
| 0000.10.14 | 盛岡   | マイルCS南部杯     | JpnI     | ダ1600m（良） | 15    | 4     | 7     | 065.10（6人）   | 08着 | R1:38.5（38.9）   | -2.6 | 0西啓太 | 57        | レモンポップ           | 498         |
| 0000.12.06 | 大井   | 勝島王冠           | SII      | ダ1800m（良） | 15    | 5     | 9     | 001.70（1人）   | 02着 | R1:54.1（40.3）   | -1.1 | 0西啓太 | 58        | キングストンボーイ     | 494         |
| 0000.12.29 | 大井   | 東京大賞典         | GI       | ダ2000m（良） | 10    | 6     | 6     | 143.40（8人）   | 08着 | R2:07.0（38.3）   | -2.1 | 0西啓太 | 57        | フォーエバーヤング     | 495         |
| 2025.04.09 | 川崎   | 川崎記念           | JpnI     | ダ2100m（稍） | 13    | 2     | 2     | 189.0（11人）   | 07着 | R2:19.8（39.3）   | -1.8 | 0西啓太 | 57        | メイショウハリオ       | 491         |
| 0000.05.06 | 名古屋 | 名古屋GP           | JpnII    | ダ2100m（不） | 12    | 4     | 4     | 242.40（8人）   | 08着 | R2:16.5（41.3）   | -3.3 | 0西啓太 | 57        | サンライズジパング     | 499         |

- 競走成績は2025年5月6日現在

## 血統表
| サヨノネイチヤの血統             | サヨノネイチヤの血統              | サヨノネイチヤの血統          | （血統表の出典）              | （血統表の出典）        |
| 父系                             | ヒムヤー系                        | ヒムヤー系                    | ヒムヤー系                    | [ § 2 ]                 |
| 父 *ダノンレジェンド 2010 黒鹿毛 | 父の父Macho Uno 1998 芦毛         | Holy Bull                     | Great Above                   | Great Above             |
| 父 *ダノンレジェンド 2010 黒鹿毛 | 父の父Macho Uno 1998 芦毛         | Holy Bull                     | Sharon Brown                  |                         |
| 父 *ダノンレジェンド 2010 黒鹿毛 | 父の父Macho Uno 1998 芦毛         | Primal Force                  | Blushing Groom                | Blushing Groom          |
| 父 *ダノンレジェンド 2010 黒鹿毛 | 父の父Macho Uno 1998 芦毛         | Primal Force                  | Prime Prospect                |                         |
| 父 *ダノンレジェンド 2010 黒鹿毛 | 父の母*マイグッドネス 2005 黒鹿毛 | Storm Cat                     | Storm Bird                    | Storm Bird              |
| 父 *ダノンレジェンド 2010 黒鹿毛 | 父の母*マイグッドネス 2005 黒鹿毛 | Storm Cat                     | Terlingua                     |                         |
| 父 *ダノンレジェンド 2010 黒鹿毛 | 父の母*マイグッドネス 2005 黒鹿毛 | Caressing                     | Honour and Glory              | Honour and Glory        |
| 父 *ダノンレジェンド 2010 黒鹿毛 | 父の母*マイグッドネス 2005 黒鹿毛 | Caressing                     | Lovin Touch                   |                         |
| 母 オムスビ 2011 栗毛            | 母の父オレハマッテルゼ 2000 栗毛  | *サンデーサイレンス           | Halo                          | Halo                    |
| 母 オムスビ 2011 栗毛            | 母の父オレハマッテルゼ 2000 栗毛  | *サンデーサイレンス           | Wishing Well                  |                         |
| 母 オムスビ 2011 栗毛            | 母の父オレハマッテルゼ 2000 栗毛  | カーリーエンジェル            | *ジャッジアンジェルーチ       | *ジャッジアンジェルーチ |
| 母 オムスビ 2011 栗毛            | 母の父オレハマッテルゼ 2000 栗毛  | カーリーエンジェル            | ダイナカール                  |                         |
| 母 オムスビ 2011 栗毛            | 母の母ゲッケイジュ 2001 鹿毛      | *エンドスウィープ             | *フォーティナイナー           | *フォーティナイナー     |
| 母 オムスビ 2011 栗毛            | 母の母ゲッケイジュ 2001 鹿毛      | *エンドスウィープ             | Broom Dance                   |                         |
| 母 オムスビ 2011 栗毛            | 母の母ゲッケイジュ 2001 鹿毛      | ウラカワミユキ                | *ハビトニー                   | *ハビトニー             |
| 母 オムスビ 2011 栗毛            | 母の母ゲッケイジュ 2001 鹿毛      | ウラカワミユキ                | ケンマルミドリ                |                         |
| 母系(F-No.)                      | ヴエルヴエツト(FR)系(FN:20-c)     | ヴエルヴエツト(FR)系(FN:20-c) | ヴエルヴエツト(FR)系(FN:20-c) | [ § 3 ]                 |
| 5代内の近親交配                  | Mr. Prospector 5×5                | Mr. Prospector 5×5            | Mr. Prospector 5×5            | [ § 4 ]                 |
| 出典                             | 1. 2. 3. 4.                       | 1. 2. 3. 4.                   | 1. 2. 3. 4.                   | 1. 2. 3. 4.             |

- 2代母の半兄にナイスネイチャ（京都新聞杯、高松宮杯など）、グラールストーン（神戸新聞杯3着）、3代母の半兄にジエイムズ（サラブレッド大賞典、北國王冠）